# لاري ميكان
لاري ميكان (بالإنجليزية: Larry Mikan)‏ مواليد 8 أبريل 1948، هو لاعب كرة سلة أمريكي سابق. بدأ مسيرته الاحترافية في سنة 1970. تم اختياره من قبل فريق لوس أنجلوس ليكرز خلال الدرافت. يبلغ طوله 6 قدم 7 بوصة (2.0 م). اعتزل اللعب في 1971.

## روابط خارجية
- لاري ميكان على موقع إن بي أي (الإنجليزية)
- لاري ميكان على موقع سبورتس رفرنس (الإنجليزية)
- لاري ميكان على موقع كلية كرة السلة في سبورتس رفرنس.كوم (الإنجليزية)
- لاري ميكان على موقع ريلجم (الإنجليزية)
- لاري ميكان على موقع بروبوليرز (الإنجليزية)